# 심부름꾼 사이토 씨, 이세계에 가다
심부름꾼 사이토 씨, 이세계에 가다(便利屋斎藤さん、異世界に行く)는 이치토모 카즈토모가 원작한 일본의 만화 작품이다. 『ComicWalker』(KADOKAWA)를 중심으로 니코니코 망가 등 웹 만화 사이트에서 연재 중. 2022년 1월 시점에서 시리즈 누계 부수는 30만 부를 넘었다.